# Ragtime (film)
Ragtime is een Amerikaanse dramafilm uit 1981 onder regie van Miloš Forman. Het scenario is gebaseerd op de gelijknamige roman 1975 van de Amerikaanse auteur E.L. Doctorow.

## Verhaal
In het begin van de 20e eeuw wil een zwarte jazzpianist een gezin stichten. Kort voor zijn bruiloft wordt hij echter het slachtoffer van racisme. Hij begaat een wanhoopsdaad om genoegdoening te krijgen.

## Rolverdeling
| Acteur                | Personage             |
| --------------------- | --------------------- |
| James Cagney          | Rhinelander Waldo     |
| Brad Dourif           | Jongere broer         |
| Moses Gunn            | Booker T. Washington  |
| Elizabeth McGovern    | Evelyn Nesbit         |
| Kenneth McMillan      | Willie Conklin        |
| Pat O'Brien           | Delphin               |
| Donald O'Connor       | Dansleraar van Evelyn |
| James Olson           | Vader                 |
| Mandy Patinkin        | Tateh                 |
| Howard E. Rollins jr. | Coalhouse Walker jr.  |
| Mary Steenburgen      | Moeder                |
| Debbie Allen          | Sarah                 |
| Jeffrey DeMunn        | Houdini               |
| Robert Joy            | Henry Thaw            |
| Norman Mailer         | Stanford White        |